# 首里のすけ
首里のすけ（しゅりのすけ、1989年12月21日 - ）は、日本のコメディアン。お笑いコンビしんとすけのツッコミ担当。新春!oh笑い O-1グランプリ2023チャンピオン。所属事務所であるオリジン・コーポレーションの代表を務める。

## 人物・来歴
- 沖縄県那覇市首里崎山町[1]出身。那覇市立城西小学校、那覇市立首里中学校、2008年沖縄県立首里高等学校、2012年琉球大学法文学部卒業[1]。
- 大学卒業時にお笑い芸人になりたかったが[4]、両親の猛反対もあり、また芸人になった時の肥やしにもなると考えて就職活動を行った。琉球放送の最終面接まで進み、当時の社長にお笑い番組を作りたいと訴えたところ、社長から本当はお笑い芸人になりたいことを見抜かれて背中を押された。
- 新春!oh笑い O-1グランプリ2023（2023年1月2日、沖縄テレビ放送）で、しんとすけのコンビとして初めて優勝した[8]。

## 出演

### ラジオ番組
- アップ!!（RBCiラジオ） - 月曜・火曜担当
- マルユウグループプレゼンツ どアップ（RBCiラジオ）
- しんとすけのオリジンアワー（エフエム那覇）

### テレビ番組
- こきざみぷらす（琉球朝日放送）

## 関連人物
- 多和田眞淳（祖父、植物研究者。戦後の沖縄考古学の草分け[4]）